# Salandra
Salandra es un municipio situado en el territorio de la provincia de Matera, en Basilicata (Italia).

## Demografía
| Gráfica de evolución demográfica de Salandra entre 1861 y 2001 |
|                                                                |
| fuente ISTAT - elaboración gráfica a cargo de Wikipedia        |